# Елена Хомрова
Елена Николаевна Хомрова (на украински: Олена Миколаївна Хомрова; 16 май 1987 г., Николаев) е украинска фехтовачка, олимпийска шампионка от 2008 г. в отборното първенство, двукратна европейска шампионка в отборната надпревара (2009 – 2010 г.), световна шампионка (2009 г.), заслужил майстор на спорта на Украйна.
Завършва Одеския държавен екологичен университет. Състезава се за спортно общество „Спартак“ – „Динамо“, Николаев.

## Спортни постижения
- Световно първенство 2007 г. – второ място в отборното състезание.
- Европейско първенство 2007 г. – второ място в отборната надпревара и трето място в индивидуалната.
- XXIX олимпийски игри в Пекин 2008 г. – първо място, отборно.
- Европейско първенство 2009 г. – пэрво място, отборно.
- Световно първенство 2009 г. – първо място, отборно.

## Държавни награди
- Орден за заслуги, III степен (4 септември 2008 г.).[1]

## Личен живот
Елена Хомрова е омъжена за украинския баскетболист Сергей Гладир. През ноември 2014 г. се ражда дъщеря им Ева.